# ジョン・ダーマー
ジョン・ダーマー（Jon Dahmer、本名：ジョナサン・ダーマー（Jonathan Dahmer））は、アメリカ合衆国出身のプロレスラーである。
身長おおよそ185センチメートル、体重おおよそ105キログラム。得意技はサイトースープレックスやスパインバスター。ミシガン州の南部に位置するウェストランドという町に生を享け、やがてアイアン・マイク・シャープからの訓練を受けたうえで、1997年の9月20日にプロレスラーとしてのデビューを飾った。
1999年の2月にコンバット・ゾーン・レスリング（CZW）のマットにデビュー。早速2月13日に開かれたCZWの『オープニング・ナイト』において、ジョセ・リベイラ・ジュニアと組んでCZW世界タッグ王座を奪取。相方のジョセ・リベイラ・ジュニアとともにこの王座の初代獲得者となった。
その経歴の大部分を通してCZWを舞台に活動しつつ 、2002年にはエディー・バレンタインと組んでCZW世界タッグ王座を再び、更には2007年にダニー・デメントと組んでまたもこの王座を獲得。この年にあっては、『ファスト・フォワード』と題された、トーナメント・オブ・デスの番外大会に参戦しもした。これはトーナメント・オブ・デスへの自身の初参戦であった。
2009年には同時期にCZWにデビューしたニック・ゲージとワイフビーターとともにCZW殿堂の栄誉を受けた。